# Battle Spirits Double Drive
《Battle Spirits Double Drive》（日語：バトルスピリッツ ダブルドライブ），是日本第八部改編自交換卡片遊戲「Battle Spirits」的電視動畫作品。於2016年4月6日開始在東京電視台等逢星期三17:55－18:25播出。

## 概要
Battle Spirits系列的第8作，接档2015年4月1日-2016年3月30日放送的Battle Spirits 烈火魂。
本作的原作与系列第2作Battle Spirits少年激霸一样，是以异世界为舞台；而「究极」则为有着超越战魂的强大力量但被列为禁忌的存在，其中「驭魂」的代价使Spirits World正在面临崩坏。
这作中，复活了历代系列作品中的“以异世界为舞台的冒险幻想路线设定”。以住在与我们的现实世界相似的世界的少年・骏太，和异世界的少年・约克两人为主轴，和逐渐增加的伙伴们一起，共同以BS来与敌人展开作战。
Staff和角色设定原案与前作一样，直接起用了在『周刊少年JUMP』上连载过作品的漫画家・岩本直辉。主要配音阵容也多是历代出演过BS的人。特别是诹访部顺一，从『少年激霸弹』开始的连续出演记录在本作又得到了更新。
本作是BS系列首度采用双主角系统的一作。
另外，在前作『烈火魂』中被废弃的战衣设定在这作中得以复活，相反的，舍弃了战斗过程中的步骤宣言。

## 故事簡介
这里是斗魂晶核所创造出的异世界“战魂界”（Spirits World），也是所有战魂来源的世界。过去由于将斗魂晶核作为自己的力量而使用的邪神皇而使这个世界面临崩毁的危机，而当时的勇者们借由十二神皇战魂的力量将那位邪神皇封印了。
力量耗尽的十二神皇战魂们不知沉睡到了何处，世界迎来了长久的和平。然而，巫女爱德得知为了得到斗魂晶核之力而想要将邪神皇复活的势力“暗黑斗士”的存在。为了守护和平，必须要像过去一样将“勇者们”聚集起来，爱德为了躲避暗黑斗士的追踪而出逃，从而展开了旅程。
借由爱德的祈祷，被十二神皇战魂所选中的异世界的少年，茂上骏太和约克・阿尔巴特罗萨，被引导到了战魂界，和她一同开始了冒险。

## 登場角色

### 勇者及其友
茂上 駿太（聲：小市真琴）
使用牌组：红属性（系统：皇兽）
Key卡：①午之十二神皇 胜火跃马→超·十二神皇 胜火跃马F；②炎魔神→超·炎魔神；③庚天兽 光辉天马；④寅之十二神皇 左轮战虎
本作的双重主角之一，来自地球的赤之勇者，借助胜火跃马的力量而来到起始的世界：Spirits World，并与十二神皇的巫女：爱德·爱德辛莫里8世和其侍女：琪诺多相遇，对于突如其来的事实很难接受，但得知当邪神皇复活，Spirits World崩溃的话，自己所居住的世界最坏的结果是消失，这使自己决定了寻找剩余的十二神皇，封印邪神皇的决心。
約克·亞柏度羅沙（聲：田村睦心）
使用牌组：绿属性
Key卡：①酉之十二神皇 狂风凤凰→超·十二神皇 狂风凤凰Z；②风魔神→超·风魔神；③丁骑士 楔尾神雕；④卯之十二神皇 寒风凛兔
本作的双重主角之一，来自巴尔加德的绿之勇者，借助狂风凤凰的力量而来到起始的世界：Spirits World，在寻路的半途中，与赤之勇者：茂上骏太，十二神皇的巫女：爱德·爱德辛莫里8世和其侍女：琪诺多相遇，对于封印邪神皇和寻找十二神皇毫无兴趣，但得知当邪神皇复活，Spirits World崩溃的话，自己所居住的世界最坏的结果是消失，为了防止巴尔加德消失的命运而决定战斗。
愛德·伊多西蒙莉8世（聲：秦佐和子）
本作的女主角，侍奉十二神皇的巫女，通过召唤仪式将分别持有胜火跃马和狂风凤凰的茂上骏太和约克·阿尔巴托罗莎召唤到Spirits World，在前一段时间所居住的村子被暗黑武者袭击，并在神官拖延暗黑武者下，和其侍女：琪诺多逃离。
琪諾多（聲：大森日雅）
爱德·爱德辛莫里8世的近身侍女，对于身为勇者的茂上骏太感到质疑，但在茂上骏太通过对战的实力而表示认同，在前一段时间所居住的村子被暗黑武者袭击，并在神官拖延暗黑武者下，带着爱德逃离。
未伊（聲：小岩井小鳥）
使用牌组：白属性
Key卡：①未之十二神皇 辉煌灵羊
未之十二神皇的继承者，因村子被辰巳遭到袭击，被村长带到村外嘱咐保管好辉煌灵羊，在逃离途中遇见桑德拉特的男子，一开始对于他的目的无知并与他一同行动，后遇见袭击村子的辰巳，被迫对战，因最近才继承"辉煌灵羊"对于对战还是新手，导致输给了辰巳，而辉煌灵羊被辰巳夺走。第24话被己癸揭示是白之勇者的后裔；第35话觉醒了勇者的斗魂，战胜戌亥将军并得到亥之十二神皇 灾厄爆豕
絨絨（聲：和多田美咲）
爱德的宠物。和它的名字一样，是个软绵绵毛茸茸的球。

### 暗黑卡鬥士
巽（聲：福山潤）
使用牌组：紫属性（系统：死龙）
Key卡：①龙魔神；②辰之十二神皇 永劫死龙；③巳之十二圣皇 混沌傲蛇
暗黑武者之一，被爱德称为“暗黑武者里的最强存在”，为复活邪神皇而四处寻找并夺走十二神皇，拥有异魔神合体卡。第14话透露出他是封印邪神皇的勇者的末裔，并持有「辰之十二神皇 永劫死龙」。他的目的是用十二神皇复活并控制邪神皇，给Spirits World带来繁荣。第43话成功集齐十二神皇但却无法控制邪神皇，并且发现自己是被子巳骗了，于是帮助勇者们击败邪神皇。
戌亥將軍（聲：杉田智和）
使用牌组：白属性（前期），蓝属性（后期）
Key卡：①黑皇机兽 暗黑狮鹫；②亥之十二神皇 灾厄爆豕
暗黑武者之一，有着大地之戌亥的称号；首次袭击爱德所在的村子，被神官拖延后追赶爱德，首次对初来的茂上骏太对战，最终战败后落荒而逃。在斗魂秘境：凯王绝壁成功通过试炼，获得亥之十二神皇 灾厄爆豕；第39话里表示不信任子巳。
子巳（聲：真堂圭）
辰巳身边的褐色皮肤女性，深受辰巳的信任。跟爱德一样拥有特殊的能力，能够通过占卜做出预言。第43话末尾透漏出自己是邪神皇的一部分孕生出来的，为了复活邪神皇和向十二神皇复仇，一直寻找与邪神皇有关的线索和十二神皇的踪迹，最后以人类形态表面上协助辰巳助他实现勇者的光荣，其实是利用辰巳来收集十二神皇，来达到自己的目的。
紅騎士兜（聲：稻田徹）
使用牌组：红属性
Key卡：天剑之霸王 齐格·须佐·弗里德
暗黑武者之一，听闻戌亥将军被赤之勇者战败后，为了添加自己的名声而主动找赤之勇者挑战，但被乱入的绿之勇者：约克挑战，最后被约克战败后落荒而逃。
己癸·贝列希亚（聲：佐仓绫音）
配音：
Key卡：①天魔神；②申之十二神皇 雷煌天猿
暗黑武者之一，和辰巳一样是勇者的末裔，负责寻找黄属性的「十二神皇」；第23话获得「申之十二神皇 雷煌天猿」。
伊欧
配音：
使用卡组：白属性
key：①丑之十二皇 雪崩野牛；②未之十二神皇 辉煌灵羊
被“邪皇”从“巴斯恰那”召唤的白色勇者，和茂上骏太、约克·阿尔巴托罗莎、大牙和巳一样都是异世界的人。自己称是“瞬顺应天运，效忠于你，当龙之子得到禁忌的魔剑的之时，异界之门便将开启，银白护盾亦将顺应天命前往异世”，同时是“龙之子——辰巳”的新得护盾。第43话不知原因与子巳合作；第47话透漏出召唤自己的并不是Spirits World的意识，而是子巳。然后被约克击败。
铠
配音：
使用卡组：绿属性（前期），蓝绿混合属性（后期）
Key卡：①酉之十二神皇 狂风凤凰；②戌之十二神皇 强欲异犬
己癸的拍档，参与狂风凤凰的争夺决斗，最后战胜兜并获得狂风凤凰，第19话前来到爱德的船向未伊挑战时被等候的约克率先挑战，后被战败后因斗魂晶核伤害的影响失足跌落到悬崖；第40话末尾透漏出他在某个斗魂秘境；第41话得知在失足跌落到悬崖后被子巳治疗的同时被控制，得到戌之十二神皇 强欲异犬。被骏太击败后恢复意识。
乾午（ケソゴ一）
配音：
使用牌组：白属性
Key卡：未之十二神皇 辉煌灵羊
暗黑武者之一，是辰巳命令戌亥将军将辉煌灵羊交给的武者，同时是戌亥将军的顶头上司。
华比
配音：
使用牌组：黄属性（以十二宫X稀有卡为主）
Key卡：魔导双神 双子魔神
暗黑武者之一，暗黑双子武者之兄，使用牌组和双子之弟都是同一个，甚至抽到的都是一样的，这使骏太和约克同时受到大危机，最后被「胜火跃马」的「走破」效果而战败。
萨比
配音：
使用牌组：黄属性（以十二宫X稀有卡为主）
Key卡：魔导双神 双子魔神
暗黑武者之一，暗黑双子武者之弟，使用牌组和双子之兄都是同一个，甚至抽到的都是一样的，这使骏太和约克同时受到大危机，最后被「狂风凤凰」的「飞翔」效果而战败。
祖兹
配音：
使用牌组：绿属性
Key卡：甲壳剑士 薄盔剑骑
暗黑武者之一，地位比戌亥将军和红骑士·兜底，为了目的而不择手段，甚至用了攻心计使善心的未伊陷入迷茫，但却被归来的骏太和约克打破而让未伊重新振作，最后被未伊战败。
阿扎斯
配音：
使用卡组：蓝属性
Key卡：异海神 灭光海魔
暗黑武者之一，自称怪盗武者，嫌麻烦；为了夺得「十二神皇」而在水中下药，使勇者一行人陷入昏迷，但被约克看穿，只能与约克对战，最后被与「风魔神」合体的「狂风凤凰」战败。
诺布西
配音：
使用卡组：红属性
Key卡：超霸王 霸皇战龙·救主
暗黑武者之一，霸占着山路，宣言要想通过的话先战胜后的话，原型为平安时代末期的僧兵：武藏坊弁庆，最后被与「炎魔神」合体的「胜火跃马」和「豪炎龙狮」战败。
格拉将军
配音：
使用卡组：蓝属性
Key卡：海将军 苍铠异蟹
暗黑武者之一，有着和戌亥将军同并的大海的格拉的称号，从桑德拉特得知新的「十二神皇」的情报，最后被骏太的「胜火跃马」和「左轮战虎」的连续攻击而战败。

### 駿太的家人
茂上年男（聲：杉田智和）
茂上骏太的父亲。在「战魂王」讲座担任「爱战老师」。
茂上健斗（聲：和多田美咲）
茂上骏太的弟弟。在「战魂王」讲座担任见习生。
茂上卯咲（聲：真堂圭）
和妈妈一样穿着开肩衫的女孩，是骏太的姐姐。因为家里的男性都非常热衷于BS而苦恼。在「战魂王」讲座担任临时学生，大部分都是睡觉的
茂上日野繪（聲：うえだ星子）
骏太的母亲，特征是开肩衫。认为父子都热衷于同一件事物是非常美好的事情，不过希望骏太如果可以的话，能够把这种劲头用到学习上。

### 其他
桑德拉特（聲：諏訪部順一）
使用卡组：黄属性
Key卡：①子之十二神皇 迅幻绵鼠；②辰之十二神皇 永劫死龙
神秘的旅行者，似乎对十二神皇有些了解，为了获得十二神皇而寻找持有者，企图接近他（她）获得他（她）的信赖心，然后找到十二神皇并偷走后就溜之大吉，曾一次在他的宠物暗暗获得未之十二神皇的持有者的情报后想接近他然后想抢走，但被追上未伊的辰巳碰见，为了逃避对战将十二神皇还给未伊并将对战的责任交给他，最后因十二神皇被辰巳夺走而溜之大吉；在BS市场伪装成商店老板阴差阳错将BS盗版黑客的真货：「炎魔神」送给骏太；第29话得知「子之十二神皇」所在的秘境在自己的故乡后骗骏太他们以为了报答母亲的理由和他们一同前往「斗魂秘境」，从约克得到「子之十二神皇」后自爆自己骗他们的真相而从秘境逃出去，后被骏太打败后就承认错误而正式成为勇者一员
影影（聲：真堂圭）
桑德拉特的宠物，曾发现梅持有未之十二神皇后将这个情报告诉给桑德拉特
大牙和巳（聲：小平有希）
使用卡组：红属性 系统：地龙、皇兽[第17-21话]；蓝绿混合属性 系统：异合、壳虫[第25话]；红绿究极混合属性 系统：邪神
Key卡：①午之十二神皇 胜火跃马；②海魔神；③狱炎之四魔卿·咎烬邪龙；④狱风之四魔卿·绝岚邪甲；⑤邪神皇 死冥渊皇→邪神皇 死冥渊皇·魔域
茂上骏太的劲敌，自尊心极强，有着童年的噩梦，因连战连胜而受同班同学的尊敬，但在「战魂王冠军锦标赛」输给骏太，导致自身害怕再次独孤一人，为了不想让事实发生而决定要战胜骏太来证明自己。第17话被子巳召唤到Spirits World，并和乾午对战后获胜，从子巳获得胜火跃马；第18话和骏太一战并战胜，第21话再次和骏太一战并被骏太新得到的「左轮战虎」战败；第31话为了战胜骏太而牺牲自己的斗魂获得红之究极卡「狱炎之四魔卿·咎烬邪龙」；第40话预告透漏出持有绿之究极卡「狱风之四魔卿·绝岚邪甲」第43话邪神皇复活时透漏出自己已与邪神皇达成交易。计划用邪神皇毁灭世界并创造出属于自己的新世界！但最后发现自己同样是被邪神皇利用。最后输给骏太和约克并回到自己的世界。

## 用語
．Gate open 界放(戰鬥開始的口號)
．turn end(回合結束的口號)
．<封印>本作關鍵卡片(十二神皇)的特殊能力

## 電視動畫

### 製作人員
- 企劃：BN Pictures
- 原作：矢立肇
- 導演：杉島邦久
- 系列構成：長谷川勝己
- 角色原案：岩本直輝
- 動畫角色設定：湯本佳典
- Spirit設定：石森連、今石進、黑銀、津島直人、寺島慎也、丸山浩、森木靖泰、山田高裕
- 美術監督：中村典史
- 色彩設計：柴田亞紀子
- 攝影監督：貞松壽幸
- CG監督：伊藤樹、赤塚慎一
- CG監製：井上喜一郎、岩切泰助
- 編集：渡邊直樹
- 音響監督：藤野貞義
- 音樂：信澤宣明
- 音樂製作：日昇音樂出版
- 動畫製作：BN Pictures
- 製作：東京電視台、NAS、BN Pictures

### 主題曲
片頭曲「FRONTIER DRIVE」
作詞：松井洋平，作曲：俊龍，編曲：增田武史，主唱：大木貢祐
片尾曲「FRIEND WIND」
作詞：松井洋平，作曲：俊龍，編曲：加藤裕介，主唱：大木貢祐

### 各話列表
| 話數  | 日文標題 | 中文標題           | 劇本       | 分鏡              | 演出       | 作畫監督                    | 總作畫監督 |
| ----- | -------- | ------------------ | ---------- | ----------------- | ---------- | --------------------------- | ---------- |
| 第1話 |          | 勇者誕生！         | 長谷川勝己 | 杉島邦久          | 馬引圭     | 稻吉智重                    | 湯本佳典   |
| 第2話 |          | 他也是勇者！？     | 植竹須美男 | 田邊泰裕          | 町谷俊輔   | 吉岡佳廣、前田義宏 加藤洋人 | 湯本佳典   |
| 第3話 |          | 強烈！異魔神合體！ | 山田靖智   | 工藤寬顯          | 工藤寬顯   | 西島加奈、加藤洋人          | 湯本佳典   |
| 第4話 |          | 冒險的開始！       | 玉井☆豪    | 吉田泰三 田邊泰裕 | 佐佐木真哉 | 關崎高明                    | 湯本佳典   |
| 第5話 |          | 未伊的決心！       | 長谷川勝己 | 田邊泰裕 松井仁之 | 山口光     | 石田智子                    | 不適用     |
| 第6話 |          | 激突！十二神皇！   | 長谷川勝己 | 中島大輔          | 高林久彌   | 稻吉朝子                    | 不適用     |
| 第7話 |          | 詭計陷阱！         | 萬代耕士   | 杉島邦久 齋藤昭裕 | 工藤寬顯   | 小島惠理、兒玉光            | 湯本佳典   |
| 第8話 |          | 發現！鬥魂光域！   | 植竹須美男 | 馬引圭            | 馬引圭     | 鈴木幸江                    | 不適用     |
| 第9話 |          | 風之異魔神！       | 植竹須美男 | 田邊泰裕 松井仁之 | 宮原秀二   | 加藤洋人、前田義宏          | 湯本佳典   |

### 播放電視台
| 播放地區       | 播放電視台   | 播放日期                    | 播放時間（UTC+9）         | 所屬聯播網 | 備註   |
| -------------- | ------------ | --------------------------- | ------------------------- | ---------- | ------ |
| 關東廣域圈     | 東京電視台   | 2016年4月6日－2017年3月29日 | 星期三 17時55分－18時25分 | 東京電視網 | 製作局 |
| 北海道         | TV北海道     | 2016年4月6日－2017年3月29日 | 星期三 17時55分－18時25分 | 東京電視網 |        |
| 愛知縣         | 愛知電視台   | 2016年4月6日－2017年3月29日 | 星期三 17時55分－18時25分 | 東京電視網 |        |
| 大阪府         | 大阪電視台   | 2016年4月6日－2017年3月29日 | 星期三 17時55分－18時25分 | 東京電視網 |        |
| 岡山縣、香川縣 | 瀨戶內電視台 | 2016年4月6日－2017年3月29日 | 星期三 17時55分－18時25分 | 東京電視網 |        |
| 福岡縣         | TVQ九州放送  | 2016年4月6日－2017年3月29日 | 星期三 17時55分－18時25分 | 東京電視網 |        |
| 日本全國       | BS JAPAN     | 2016年4月13日－2017年4月5日 | 星期三 17時29分－17時58分 | 衛星電視   |        |

| 東京電視台 星期三 17:55－18:25 節目 | 東京電視台 星期三 17:55－18:25 節目                         | 東京電視台 星期三 17:55－18:25 節目 |
| ----------------------------------- | ----------------------------------------------------------- | ----------------------------------- |
|                                     | Battle Spirits Double Drive （2016年4月6日－2017年3月29日） |                                     |
| 銀魂゜ （18:00－18:30）             | BORUTO-火影新世代-NARUTO NEXT GENERATIONS-（2017年4月5日－) |                                     |

## 外部連結
- 電視動畫「Battle Spirits Double Drive」BN Pictures官方網頁（页面存档备份，存于）（日語）
- 電視動畫「Battle Spirits Double Drive」東京電視台節目情報網頁（页面存档备份，存于）（日語）
- Battle Spirits動畫公式的X（前Twitter）